# Oressizzante
Gli oressizzanti, chiamati anche oressanti, sono farmaci che stimolano l'appetito. Il termine deriva dal greco antico órexis, appetito.
I farmaci oressizzanti possono essere di tipo centrale o periferico. I primi sono generalmente psicofarmaci tra cui inibitori delle MAO (isoniazide, iproniazide, nialamide, fenelzina), reserpina, il clordiazepossido della classe delle benzodiazepine e alcuni antidepressivi triciclici (amitriptilina e imipramina), utilizzati prevalentemente nelle inappetenze di origine psicogena. Gli oressizzanti periferici possono invece essere sostanze che migliorano l'odore o il sapore del cibo, oppure farmaci come la stricnina e neurotrasmettitori come l'orexina.